# Canachus (persoon)
Canachus (Oudgrieks: Κάναχος / Kanachos) van Sicyon was een Grieks beeldhouwer aan het eind van de 6e en het begin van de 5e eeuw v.Chr.
Zijn belangrijkste werk was de zogenaamde Apollo Philesius te Milete, die door de Perzische koning Darius I in 494 als krijgsbuit werd meegenomen. Canachus heeft ook houten en chryselephantine beelden gemaakt, al werkte hij meestal in brons. Zijn kunst, die ons onvoldoende bekend is, gold nog als archaïsch.
Daarnaast maakte hij ook nog het cultusbeeld voor Aphrodite te Sicyon uit goud en ivoor, gezeten met een polos (een vreemdvormig hoofddeksel) op haar hoofd en respectievelijk een papaver en een appel in haar handen (Paus., II 10.4-5.).